# Natalia Kobrînska
Natalia Kobrînska (în ucraineană Наталія Іванівна Кобринська, transliterat: Nataliia Ivanivna Kobrînska; n. 8 iunie 1855, Bełełuja, Regatul Galiției și Lodomeriei, Imperiul Austriac – d. 22 ianuarie 1920, Bolechów, Stanisławów Voivodeship⁠(d), Polonia) a fost o scriitoare și activistă politică ucraineană, organizatoare și precursoare a mișcării feministe din Ucraina.

## Biografie

### Familia și educația

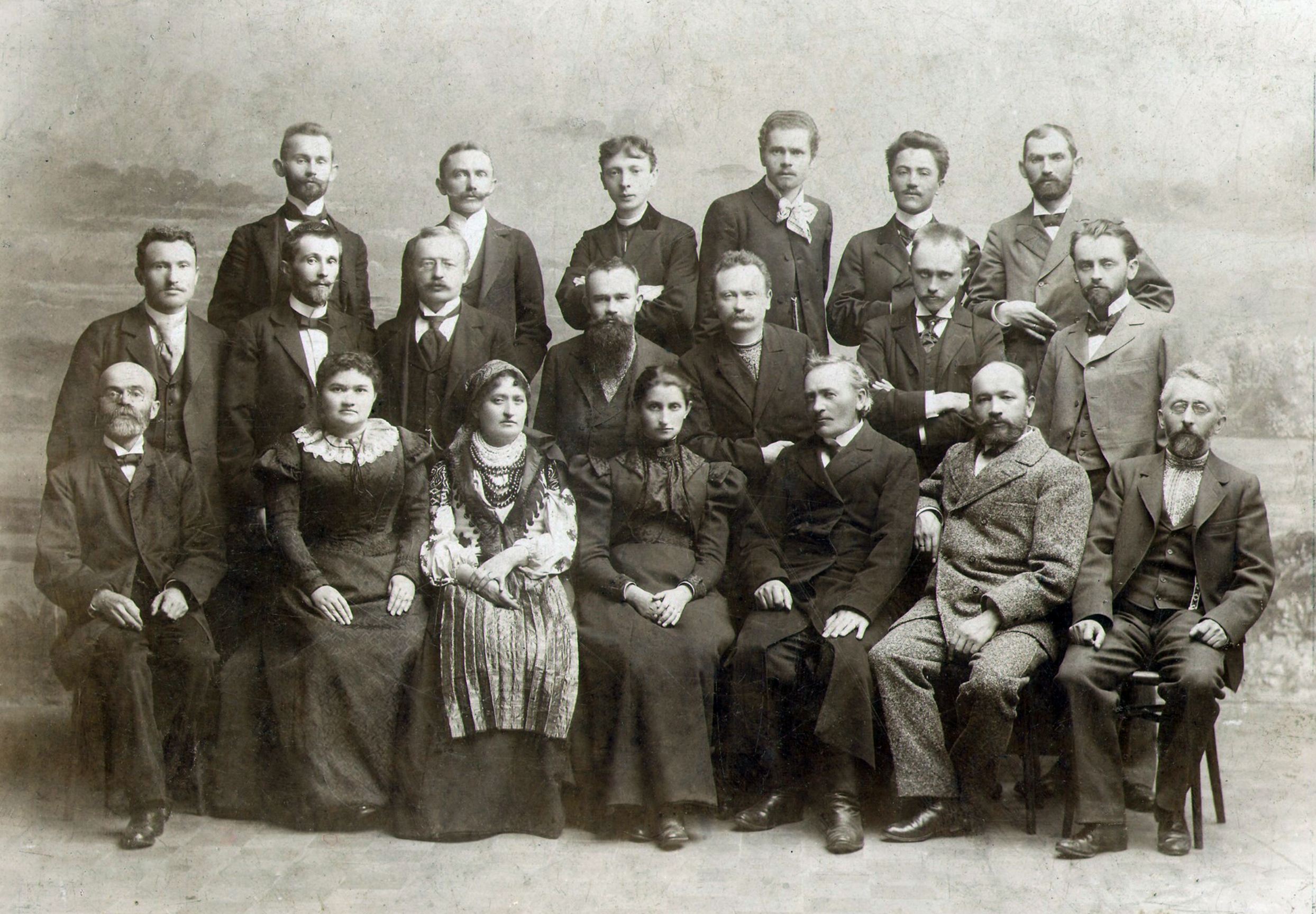
Participanții la congresul scriitorilor ucraineni din 1898 de la Liov cu ocazia aniversării a 100 de ani de la publicarea poemului eroic „Eneida” al lui Ivan Kotlearevski. Pe rândul de jos: Mîhailo Pavlîk, Ievheniia Iaroșînska, Natalia Kobrînska, Olga Kobyleanska, Sîlvestr Lepkîi, Andrii Ceaikovskîi, Konstantin Pankivskîi. Pe rândul de mijloc: Ivan Kopaci, Volodîmîr Hnatiuk, Osîp Makovei, Mîhailo Hrușevskîi, Ivan Franko, Oleksandr Kolessa, Bohdan Lepkîi. Pe rândul de sus: Ivan Petrușevîci, Filaret Kolessa, Osîp Kîșakevîci, Ivan Truș, Denîs Lukianovîci, Mîkola Ivasiuk.

S-a născut în satul Beleluia din Regatul Galiției și Lodomeriei al Imperiului Austriac (astăzi în raionul Sneatîn al regiunii Ivano-Frankivsk a Ucrainei) ca fiică a preotului greco-catolic ucrainean Ivan Ozarkevîci (1826–1903), care a fost ulterior deputat în Camera Reprezentanților (camera inferioară a Parlamentului Austriac) în perioada 1873-1891, și a Teofiliei Okunevska; a primit la naștere numele Natalia Ozarkevîci.
Sursele nu s-au pus de acord cu privire la anul nașterii sale: unele susțin că s-a născut în anul 1851, în timp ce altele menționează 1855 ca an al nașterii sale. Natalia a fost cel mai mare din cei cinci copii ai familiei.
Bunicul ei patern și tatăl ei au fost preoți și au avut un rol important în dezvoltarea literaturii ucrainene: bunicul s-a implicat în activitatea teatrală, iar tatăl a scris și tradus poezii și piese de teatru. Verișoara ei mai mică de pe partea mamei, Sofia Okunevska-Moracevska, care a urmat studii la Zürich și a devenit în 1894 prima femeie medic din Austro-Ungaria, a scris literatură sub pseudonimul Yarena.

### Militantă feministă

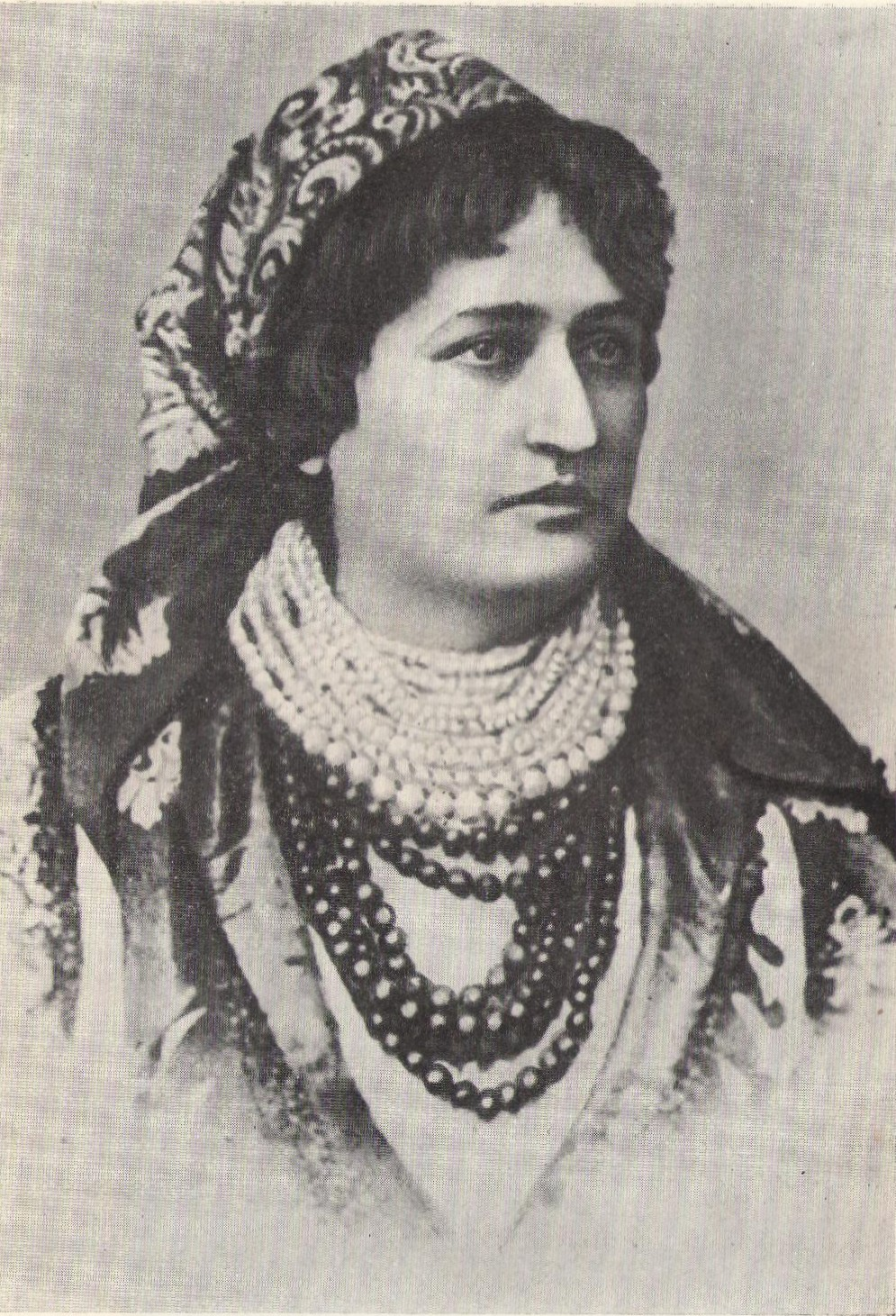
Natalia Кobrînska, 1900.

La acea vreme, femeilor nu li se permitea să-și continue educația peste nivelul elementar și, prin urmare, grație tatălui ei, Natalia a fost educată în principal în casa părintească. A studiat mai multe limbi: germană, franceză, poloneză și rusă și a citit literatură universală adusă de frații ei de la școală. În 1871 s-a căsătorit cu seminaristul Teofil Kobrînskîi, cu care a locuit în orașul Sneatîn. Soțul ei era un muzician și folclorist pasionat și a sprijinit aspirațiile literare și feministe ale soției sale. Căsnicia lor a fost însă destul de scurtă. Soțul ei a murit șase ani mai târziu, iar Natalia, rămasă fără mijloace de subzistență, a fost nevoită să se întoarcă la Bolehiv pentru a locui împreună cu părinții ei.
După moartea soțului ei, Kobrînska a călătorit împreună cu tatăl ei în Europa Occidentală și a vizitat mai multe orașe, printre care Viena și Geneva. Ea l-a întâlnit la Viena pe scriitorul Ivan Franko, care i-a recunoscut talentul literar, și la Geneva pe istoricul și publicistul politic Mîhailo Drahomanov, care a încurajat-o să își asume sarcina de a îmbunătăți statutul social și politic al femeilor ucrainene. Susținută de Franko, Natalia Kobrînska s-a implicat activ în organizarea politică a femeilor: a susținut cuvântări și a publicat articole în care a arătat statutul social și economic deplorabil al femeilor din Austro-Ungaria și Rusia și le-a îndemnat pe femei să caute să obțină egalitatea cu bărbații.
În 1884 a organizat Tovarîstvo Rus'kîh Jinok (Asociația Femeilor Rutene) din Stanislau, care urmărea să educe femeile prin intermediul literaturii și să promoveze discuții cu privire la drepturile femeilor. Din moment ce femeile erau lipsite de dreptul la educație, singura lor cale de instruire rămânea literatura, care trebuia să fie realistă pentru ca femeile să devină conștiente de situația lor și să-și dorească să oțină o îmbunătățire a vieții lor. În 1890 a condus o delegație a femeilor din Ucraina de Vest care a făcut presiuni asupra Ministerului Educației pentru a permite femeilor să urmeze studii universitare, activitate percepută de unii ca un atac la sacralitatea familiei. Un an mai târziu a organizat o conferință a femeilor în care a cerut înființarea unor licee pentru fete. Ea a pledat, de asemenea, pentru sufragiul universal și pentru înființarea de centre de îngrijire a copiilor și de cantine comunale în mediul rural. Eforturile sale radicale de emancipare a femeilor nu au avut însă parte de suficientă susținere, nici măcar din partea femeilor pe care voia să le ajute.

### Activitatea literară
Cea mai mare influență asupra operei sale literare a fost exercitată de publicistul și criticul Ostap Terlețkîi, un prieten al lui Ivan Franko. Ea a publicat în 1883 prima sa povestire, „Spiritul vremii” (în ucraineană Шумінська, transliterat: Șuminska; denumită ulterior „Duh ceasu” (în ucraineană Дух часу), care susținea inevitabilitatea schimbării și a răsturnării ideilor tradiționaliste ale societății, iar un an mai târziu nuvela „Pentru o bucată de pâine” (în ucraineană Задля кусника хліба, transliterat: Zadlia kusnîka hliba).
În 1887 a redactat, împreună cu Olena Pcilka (mama Lesei Ukrainka și sora lui Mîhailo Drahomanov), almanahul Perșîi vinok (în ucraineană Перший вінок, în traducere „Prima cunună”), care conținea o colecție de scrieri ale femeilor ucrainene. Editura Jinocea Sprava (în ucraineană Жіноча справа, în traducere „Cauza femeilor”) a publicat trei numere ale unui almanah pentru femei intitulat Nașa dolea (în ucraineană Наша доля, în traducere „Soarta noastră”) în 1893, 1895 și 1896. Scrierile publicate în aceste almanahuri au fost criticate de personalitățile culturale și politice ale vremii din cauza amestecului feminismului cu ideile socialiste. Ivan Franko a subliniat în mai multe rânduri că ficțiunea Nataliei Kobrînska avea un efect mai puternic asupra emancipării femeilor decât scrierile ei politice. Kobrînska a avut o mare influență asupra scriitoarelor ucrainene din acea vreme și a convins-o pe Olga Kobyleanska să scrie mai degrabă în limba ucraineană decât în germană.
Povestirile ei prezintă în principal evenimente care au loc apărut în cadrul familiei și al cercului de prieteni, descriind concis mediul social al epocii sale și constrângerile sociale suferite de femei.

### Ultimii ani și moartea

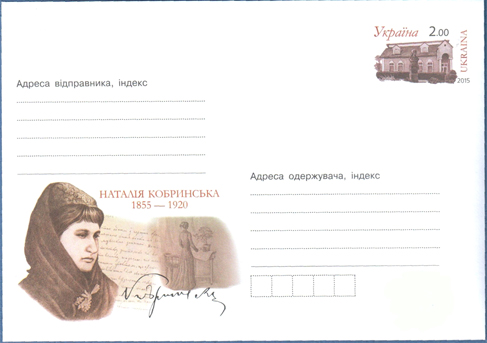
Plic tipărit cu ocazia aniversării a 160 de la ani de la nașterea Nataliei Kobrînska.

După ce s-a întors de la Viena, Natalia Kobrînska a locuit timp de 30 de ani în orașul Bolehiv, călătorind frecvent în străinătate și purtând corespondență cu personalități ucrainene precum Ivan Franko, Mîhailo Pavlîk și Ivan Nechuy-Levîțkîi. S-a mutat pentru un timp la Liov, încercând să-și popularizeze ideile feministe în rândul femeilor galițiene. Indiferența femeilor galițiene și respingerea ideilor sale de către o mare parte a societății tradiționaliste a vremii sale au determinat-o să se întoarcă la Bolehiv, unde a fost vizitată adesea de Olga Kobyleanska. A continuat să-și promoveze ideile feministe în rândul tineretului ucrainean, continuând să depună eforturi pentru emanciparea femeilor și în același timp să scrie. După Revoluția din februarie 1917 a scris o povestire intitulată „Frații”, în care deplângea pierderile omenești suferite de ucrainenii care, aflați în armatele unor state inamice, au fost siliți să lupte unii împotriva altora.
Natalia Kobrînska a murit de tifos exantematic la 22 ianuarie 1920 și a fost înmormântată în cimitirul din oraș. Înainte de a muri, văzând că unele dintre ideile pentru care a luptat au început treptat să fie puse în aplicare, a pus să i se graveze pe piatra funerară următoarea inscripție: „Inima nu mă mai doare”. Deși numele ei a fost uitat pentru un timp, ea este considerată astăzi o pionieră a mișcării pentru emanciparea femeilor ucrainene.
Opera sa a fost tradusă în limba engleză și inclusă în volumele The Spirit of the Times (1998) și Warm the Children, O Sun (1998).